# Carlos de la Cruz
Carlos M. de la Cruz  (La Habana, Cuba, 1942) es un empresario y coleccionista de arte cubano-estadounidense. Ha presidido el grupo CC1 Companies, Inc. que incluye empresas como Coca-Cola Puerto Rico Bottlers, CC1 Beer Distributors, Inc., Coca-Cola Bottlers Trinidad & Tobago y Florida Caribbean Distillers, LLC. Las compañías, en su conjunto, emplean a más de 2 500 personas y tienen unas ventas anuales de más de $1 000 millones de dólares.

## Biografía
Nacido en La Habana ( Cuba) en 1942, también ha vivido en Nueva York y Madrid. Desde 1975 es residente en Miami (Florida), ciudad donde han recalado numerosos cubanos.
Carlos de la Cruz se graduó en 1959 en el instituto Phillips Academy, de Andover, Massachusetts. Seguidamente, realizó un grado en Economía (1962) y un máster MBA en el Wharton College de la Universidad de Pensilvania (1963). Más adelante, obtuvo el doctorado en Leyes por la Universidad de Miami en 1979. Casado con Rosa de la Cruz desde 1966, es padre de cinco hijos, entre ellos la diseñadora de joyas Rosa de la Cruz y Alberto, gerente de empresas en Puerto Rico. El matrimonio fijó su residencia en Cayo Vizcaíno, Florida.

## Carrera
Presidente del Grupo de empresas CC1 Companies, en el que se incluyen empresas como Coca-Cola Puerto Rico Bottlers o Coca-Cola Bottlers Trinidad & Tobago y Florida Caribbean Distillers, De la Cruz ha dedicado parte de su tiempo a colaborar con las universidades y organismos internacionales. De 1993 a 1995 fue presidente de United Way of Dade County, con el que ya colaboró en 1991. Ha formado parte de los Consejos sociales de la Universidad de Georgetown, Belen Jesuit Preparatory School, Florida International University, Dade Foundation, Business Assistance Center y Universidad de Miami, en la que presidió su Consejo Social entre 1999 y 2001. Además, fue miembro de su Consejo de Relaciones Exteriores. Partidario de estudios interdisciplinares, creó la Cátedra de Derecho y Economía De la Cruz-Mentschikoff en la Facultad de Derecho de la Universidad de Miami y un programa de becas de doctorado en Finanzas Conductuales en Wharton School.

### Coleccionismo
Desde 1990, su amor por el coleccionismo hizo de su hogar un museo, mostrando sus colecciones de pintura y arte contemporáneo. En 2009 inauguró De la Cruz Collection Contemporary Art Space, una galería privada en Miami. La colección alberga obras de la colección personal de Rosa y Carlos de la Cruz y se centra en arte contemporáneo internacional. El nuevo museo de Miami cuenta con 10 000 m² de superficie expositiva y fue diseñado por John Marquette. Incluye salas con exposiciones temporales y quiere convertirse en un foro para que los artistas locales muestren sus obras.

## Polémicas
En 2013, el yate de su hijo Alberto de la Cruz, responsable de la empresa familiar en Puerto Rico, fue utilizado para transportar una importante entrega de cocaína valorada en $3,4 millones de dólares en República Dominicana, aunque la familia De la Cruz no fue acusada.

## Premios
Carlos de la Cruz ha recibido importantes premios:
- Premio Alexis de Tocqueville;
- Premio de Universidad Internacional de Florida;
- Premio Joseph Wharton de la Universidad de Pensilvania;
- Premio Simon Wiesenthal de Fundación Wiesenthal;
- Medalla Presidencial de la Universidad de Georgetown;
- Premio de la Universidad de Miami;
- Premio Humanitario de Cruz Roja Americana.